# برناردو سایانو
برناردو سایانو (به پرتغالی: Bernardo Sayão) یک منطقهٔ مسکونی در برزیل است که در توکانتینس واقع شده‌است. برناردو سایانو ۹۲۷ کیلومتر مربع مساحت و ۴٬۴۴۸ نفر جمعیت دارد.